# علي العطار
علي أسعد العطار (15 مايو 1980) هو لاعب كرة قدم لبناني سابق لعب كلاعب خط وسط أو ظهير، لعب لصالح نادي العهد والمبرة في الدوري اللبناني الممتاز.

## روابط خارجية
- علي العطار على موقع ناشيونال فوتبول تيمز (الإنجليزية)